# Hampelhof
Hampelhof ist ein Gemeindeteil der Stadt Helmbrechts im Landkreis Hof (Oberfranken, Bayern). Hampelhof liegt in der Gemarkung Oberweißenbach.

## Geografie
Die Einöde liegt am Südosthang des 653 m ü. NHN hohen und zumeist unbewaldeten Hampelberges sowie nahe dem linken Ufer der Selbitz. Der Ort ist über einen Anliegerweg erreichbar, der etwa einen halben Kilometer nordwestlich von der aus Wüstenselbitz kommenden Kreisstraße HO 23 abzweigt.

## Geschichte
Der Ortsname geht auf einen ehemaligen Besitzer zurück und ist wohl eine Verballhornung von Hof des Johann Paulus.
Hampelhof gehörte zur Realgemeinde Unterweißenbach. Gegen Ende des 18. Jahrhunderts bestand Hampelhof aus 2 Anwesen (1 Hof, 1 Mühle). Die Hochgerichtsbarkeit stand dem bayreuthischen Stadtvogteiamt Helmbrechts zu. Das Kastenamt Helmbrechts war Grundherr der beiden Anwesen.
Von 1797 bis 1810 unterstand Hampelhof dem Justiz- und Kammeramt Münchberg. Infolge des Ersten Gemeindeedikts wurde Hampelhof dem 1812 gebildeten Steuerdistrikt Unterweißenbach und der zugleich entstandenen Ruralgemeinde Unterweißenbach zugewiesen, die 1820 vergrößert wurde und wenige Jahre später nach Oberweißenbach umbenannt wurde. Im Zuge der Gebietsreform in Bayern wurde Hampelhof am 1. Juli 1972 nach Helmbrechts eingemeindet.

### Einwohnerentwicklung
| Jahr      | 1812  | 1820  | 1861   | 1871   | 1885   | 1900   | 1925   | 1950   | 1961   | 1970   | 1987  |
| Einwohner | *     | 15    | 16     | 13     | 11     | 15     | 9      | 16     | 8      | 10     | 5     |
| Häuser    | *     |       |        |        | 2      | 2      | 2      | 3      | 2      |        | 2     |
| Quelle    | [ 7 ] | [ 7 ] | [ 10 ] | [ 11 ] | [ 12 ] | [ 13 ] | [ 14 ] | [ 15 ] | [ 16 ] | [ 17 ] | [ 1 ] |

## Religion
Hampelhof ist evangelisch-lutherisch geprägt und ist bis heute nach St. Johannes der Täufer (Helmbrechts) gepfarrt.